# 1542 az irodalomban
Az 1542. év az irodalomban.

## Születések
- június 24. – Keresztes Szent János (spanyolul: San Juan de la Cruz) spanyol katolikus teológus, karmelita szerzetes, kora újkori szent, a barokk misztika meghatározó alakja († 1591)
- 1542 – Johannes Sommer szász teológus, humanista író († 1574)

## Halálozások
- szeptember 21. – Juan Boscán spanyol nyelvű katalán költő, író (* 1495)
- október 11. – Thomas Wyatt angol költő, az angol reneszánsz képviselője, az első angol szonettek szerzője (* 1503)
- 1542 – Girolamo Benivieni (Jérôme Benivieni) itáliai humanista, költő, filozófus (* 1453)[1]